# Franc Kulovec
Franc Kulovec (Dolenjske Toplice, 8 gennaio 1884 – Belgrado, 6 aprile 1941) è stato un politico, presbitero e giornalista jugoslavo, di etnia slovena. Fu presidente del Partito Popolare Sloveno e più volte ministro del Regno di Jugoslavia.

## Biografia
Dopo aver studiato prima in un liceo di Kočevje e poi di Lubiana studiò Teologia a Lubiana dove fu consacrato sacerdote nel 1907 poi Franc Kulovec fu insegnante di religione presso il ginnasio diocesano di Šentvid ma il 14 agosto 1914, con lo scoppio della Grande Guerra, fu nominato cappellano militare dell'Imperiale e regio esercito e inviato sul fronte settentrionale il 17 agosto. Durante il suo servizio fu anche decorato. Alla fine della guerra si impegnò in politica aderendo al Partito Popolare Sloveno e fu caporedattore di Slovenec, il principale quotidiano cattolico della Slovenia.

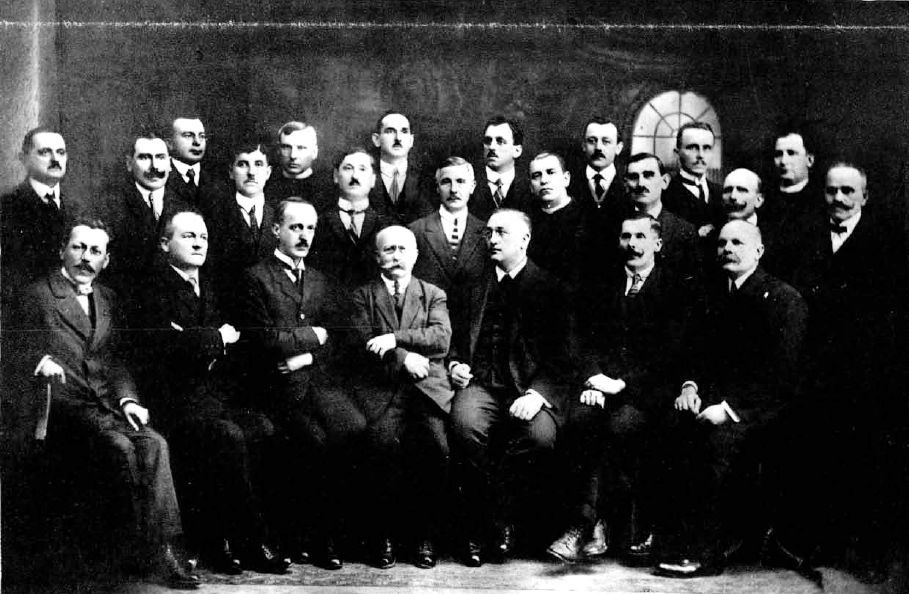
Il Governo Jugoslavo nel 1923

Kulovec nel 1922 e nel 1927 fu eletto deputato per il distretto di Novo Mesto divenendo membro di diverse commissioni, in particolare della Commissione Finanze
Nel 1924 nel governo Davidović III fu chiamato a presiedere il Ministero dell'Agricoltura della Jugoslavia.
In seguito partecipò alla conclusione della Dichiarazione slovena, così, per volere del re, dal gennaio 1933 all'ottobre 1934 fu internato a Foča e Sarajevo dove rimase fino alla morte del re Alessandro I di Jugoslavia nell'attentato di Marsiglia.
L'Accordo Cvetković-Maček del 1939 che portò ad allearsi serbi e croati escluse di fatto il Partito Popolare Sloveno che era il principale partito sloveno il qquale si trovò presto orfano del suo leader Anton Korošec morto il 14 dicembre 1940 Il partito si presentò così diviso tra Miha Krek che voleva continuare la tradizionale alleanza con le forze di governo a Belgrado e Fran Kulovec che sperava di raggiungere l'autonomia della Slovenia in alleanza con i croati. Infine il capo del partito divenne Kulovec mentre Krek divenne Ministro La nomina di Kulovec suscitò curiosità nella diplomazia europea in quanto ci si aspettava da lui una svolta più democratica rispetto al predecessore.
Fu ministro senza portafoglio nel Governo Cvetković II e ministro dei lavori pubblici nel Governo Simović I.
Franc Kulovec perse la vita durante il bombardamento tedesco di Belgrado del 6 marzo 1941 e fu sepolto nel cimitero di Navje a Lubiana